# Erwan Tabarly
Pour les articles homonymes, voir Tabarly.
Erwan Tabarly est un navigateur et un skipper professionnel français, né à Angers le 31 mai 1974. Il est le fils de Patrick Tabarly, le neveu d'Éric Tabarly et le cousin de Marie Tabarly.

## Biographie
Il habite à Fouesnant dans le Finistère. Il est marié et père de trois enfants.

## Palmarès
- 2022 : 4e du Trophée BPGO – Sur la Route des îles du ponant avec Violette Dorange sur Guyot Environnement
- 2019 : 6e de la Sardinha Cup avec Pierre Leboucher sur Guyot Environnement
- 2018 : 6e de la Solo Concarneau sur Armor Lux
- 2017 :
  - 2e de la Solo Concarneau sur Armor Lux[1],[2]
  - 32e de la Solitaire du Figaro
- 2016 :
  - Vainqueur de la Transat AG2R Concarneau/St-Barthélemy avec Thierry Chabagny sur Gédimat[3]
  - Vainqueur de la 1re étape de la Solitaire du Figaro sur Armor Lux - 4e au classement général
  - 7e de Le Havre Allmer Cup
- 2015 :
  - 2e de la Transat Jacques-Vabre sur Banque Populaire
  - 13e Tour voile
- 2014 : 6e de la Solitaire du Figaro sur Armor Lux-Le comptoir de la mer
- 2013 :
  - Vainqueur de la Transat Bretagne Martinique[4]
  - Record de la Route de la découverte de l’Amérique sur Spindrift 2ème
- 2012 :
  - 2e de la Transat AG2R Concarneau/St-Barthélemy avec Eric Peron sur Nacarat[5]
  - 7e de la Solitaire du Figaro sur Nacarat
  - 2e du Championnat de France de course au large en solitaire[6]
- 2011 :
  - 3e de la Transat Bénodet-Martinique
  - 3e de la Solitaire du Figaro sur Nacarat
  - 2e du Championnat de France de course au large en solitaire[7]
- 2010 :
  - vainqueur de la Solo Concarneau sur Ilona[8]
  - 8e de la Solitaire du Figaro sur Nacarat
- 2009 :
  - 1er du Grand Prix de l'Ecole Navale (en Longtze)
  - 9e de la Solitaire du Figaro sur Athema
- 2008 : 4e de la Solitaire Afflelou Le Figaro sur Athema
- 2006 :
  - 6e de la Solitaire Afflelou Le Figaro su Iceberg Finance
  - 10e de la Transat AG2R Concarneau/St-Barthélemy
  - Vainqueur de l'Odyssée d'Ulysse Cannes-Istanbul
- 2005 :
  - 9e de la Solitaire Afflelou Le Figaro sur Thales
  - Vainqueur de la Solitaire de Concarneau
  - 3e de la Generali Solo
  - 2e du Tour de Bretagne à la voile
- 2004 :
  - 5e de la Solitaire Afflelou Le Figaro
  - 8e de la Transat AG2R Concarneau/St-Barthélemy
  - 6e de la Generali Solo
  - 5e de la Course des falaises
- 2003 :
  - 9e de la Solitaire Afflelou Le Figaro
  - 5e du Tour de Bretagne à la voile
  - 12e du Trophée BPE St-Nazaire/Dakar
- 2002 :
  - 6e de la Solitaire du Figaro
  - 5e de la Lorient/St-Barthélemy avec Philippe Vicariot sur Thales Armor Lux
  - 3e de la Generali Méditerranée
  - 9e de la Route du Ponant
- 2001 :
  - 13e de la Solitaire du Figaro
  - 7e de la Route du Ponant
  - Vainqueur du Tour de Corse à la voile
  - 11e de la Solitaire de Porquerol
  - 4e du Trophée BPE St-Nazaire/Dakar
- 2000 :
  - 19e de la Solitaire du Figaro
  - 19e de la Lorient/St-Barthélemy
  - 16e de la Route du Ponant
  - 13e de la Solitaire de Porquerolles
- 1999 :
  - 4e de la Mini Transat catégorie prototype sur 291 - Armor Lux (vainqueur de la 2e étape)
  - 2e de la Transgascogne
  - 3e de la Mini-Fastnet